# Maluma
Juan Luis Londoño Arias conegut pel nom artístic de Maluma (Medellín, 28 de gener de 1994) és un cantant, compositor i dissenyador de moda colombià. Des de molt jove va mostrar interès pel futbol i la música. Amb quinze anys va gravar la seva primera cançó amb l'ajuda d'un oncle; el 2010 va assistir a classes de cant i, un any després, va llançar el seu senzill debut, «Farandulera», que es va convertir en un èxit a Colòmbia, i va signar un acord d'enregistrament amb el segell Sony Music Latin. El 2012, es va publicar el seu àlbum d'estudi debut, Magia, que ha venut més de deu mil còpies a Colòmbia. Del disc es van llançar els senzills «Obsesión», «Pasarla bien», «Primer amor» i «Miss Independent» que van tenir un èxit moderat al territori colombià. Amb «La temperatura» va guanyar fama a diversos països de Sud-amèrica i en els 14ns Premis Grammy Llatí 2013 va estar nominat al Millor Artista Nou.
El 2014 i 2015 Maluma va fer de jutge i 'coach' en La Voz Kids. L'octubre de 2015 va sortir al mercat el seu segon àlbum d'estudi, Pretty Boy, Dirty Boy, i la seva primera línia de roba. Maluma és considerat pels crítics especialitzats com un dels artistes de «música urbana de major impacte» a Llatinoamèrica. Tambe moltes persones van conèixer aquest cantant per Felices los 4 com la seva cançó mes popular.

## Biografia i carrera artística

### 1994-2010: infància i inicis de la seva carrera
Maluma va néixer com Juan Luis Londoño Arias el 28 de gener de 1994 a Medellín, Colòmbia. Fill de Marlli Arias i Luis Londoño, té una germana gran anomenada Manuela, que «va estudiar psicologia i filosofia».
Des de molt jove el seu pare el va portar a partits de futbol, la qual cosa el va incentivar a practicar l'esport durant vuit anys seguits. Va jugar a les divisions inferiors dels equips Atlètic Nacional i Equitat Club Esportiu. També va participar en tornejos de voleibol, ping-pong, escacs, entre altres esports. Maluma també estava interessat a fer música, passió que va mostrar tant a casa seva com a l'escola, encara que els seus afins pensaven que era a causa de la seva intranquil·litat. Maluma va assistir al col·legi Hontanares en Medellín; escrivia cartes a encàrrec per a les parelles dels seus companys de classe. A 4t d'ESO va participar en un concurs de cant i va obtenir el primer lloc amb el tema «Tengo ganas» d'Andrés Cepeda, i el desembre d'aquest mateix any va protagonitzar una obra de teatre.

## Discografia

### Àlbums d'estudi
| Data de llançament   | Títol                 | Llistes musicals | Vendes   | Certificacions |
| Data de llançament   | Títol                 | Top Latin Albums | Colòmbia | COL ·          |
| -------------------- | --------------------- | ---------------- | -------- | -------------- |
| 7 d'agost de 2012    | Màgia                 | —                | 10 000   | Or             |
| 30 d'octubre de 2015 | Pretty Boy, Dirty Boy | 1                | —        | —              |

### Mixtape
| Data de llançament  | Títol              | Vendes   | Certificacions |
| Data de llançament  | Títol              | Colòmbia | COL ·          |
| ------------------- | ------------------ | -------- | -------------- |
| 13 de gener de 2015 | PB.DB. The Mixtape | 100 000  | Diamant        |

### Senzills

#### Com a artista principal
| Any                                                                             | Títol                               | Llistes musicals | Llistes musicals  | Llistes musicals  | Llistes musicals | Llistes musicals      | Llistes musicals | Llistes musicals | Àlbum                 |
| Any                                                                             | Títol                               | National Report  | Hot Latin Songs · | Latin Pop Songs · | Latin Airplay ·  | Latin Digital Songs · | Tropical Songs · | Record Report ·  | Àlbum                 |
| ------------------------------------------------------------------------------- | ----------------------------------- | ---------------- | ----------------- | ----------------- | ---------------- | --------------------- | ---------------- | ---------------- | --------------------- |
| 2011                                                                            | «Farandulera»                       | —                | —                 | —                 | —                | —                     | —                |                  |                       |
| 2011                                                                            | «Loco»                              | —                | —                 | —                 | —                | —                     | —                | —                | Màgia                 |
| 2012                                                                            | «Obsessión»                         | —                | —                 | —                 | —                | —                     | —                | —                | Màgia                 |
| 2012                                                                            | «Pasarla bien»                      | —                | —                 | —                 | —                | —                     | —                | —                | Màgia                 |
| 2013                                                                            | «Primer amor»                       | —                | —                 | —                 | —                | —                     | —                | —                | Màgia                 |
| 2013                                                                            | «Miss Independent»                  | —                | —                 | —                 | —                | —                     | —                | —                | Màgia                 |
| 2013                                                                            | «La temperatura» (amb Eli Palacios) | —                | —                 | —                 | —                | 37                    | —                | —                | PB.DB. The Mixtape    |
| 2014                                                                            | «Addicted»                          | —                | —                 | —                 | —                | —                     | —                | —                | PB.DB. The Mixtape    |
| 2014                                                                            | «La curiosidad»                     | —                | 48                | 37                | 50               | —                     | —                | —                | PB.DB. The Mixtape    |
| 2014                                                                            | «Carnaval»                          | —                | —                 | —                 | —                | —                     | —                | —                | PB.DB. The Mixtape    |
| 2015                                                                            | «El Tiki»                           | —                | —                 | —                 | —                | 50                    | —                | —                | Pretty Boy, Dirty Boy |
| 2015                                                                            | «Borro Cassette»                    | —                | 3                 | 2                 | 1                | 10                    | 1                | —                | Pretty Boy, Dirty Boy |
| «—» indica que no va ser llançat, no es va posicionar o no es disposa de dades. |                                     |                  |                   |                   |                  |                       |                  |                  |                       |